# 3145 Волтер Адамс
3145 Walter Adams је астероид главног астероидног појаса са средњом удаљеношћу од Сунца која износи 2,191 астрономских јединица (АЈ).
Апсолутна магнитуда астероида је 14,4.